# Рудка (Бельский повет)
Ру́дка (пол. Rudka) — деревня в Польше, входит в состав Бельского повета Подляского воеводства. Административный центр гмины Рудка. Находится примерно в 32 км к западу от города Бельск-Подляски. Через деревню проходит региональная автодорога 681. По данным переписи 2011 года, в деревне проживало 1219 человек. В Рудке находится дворец Оссолинских (1763) и костёл святой Троицы.